# Novel·la cavalleresca
La novel·la cavalleresca és un gènere narratiu que va aparèixer a Europa entre els segles xiv i el xv. Va ser l'evolució de la novel·la de cavalleries i van ser novel·les més modernes que reflectien situacions reals d'aquella època. Eren narracions en prosa que es van basar en els models de les cròniques catalanes. Llavors va haver-hi una influència mútua entre la literatura i la vida real, ja que els cavallers llegien les novel·les cavalleresques i volien actuar com els herois d'aquestes obres.
No s'ha de confondre amb novel·la de cavalleries. Un exemple conegut és El Quixot (força posterior i que es burla de les heroiques característiques que destaquen en un cavaller, típiques de les novel·les de cavalleries).
- Les "novel·les cavalleresques" són, en canvi, històries més modernes, dels segle xiv, xv i xvi que pretenien reflectir el món real dels cavallers de l'època. És per això que els personatges són més humans i les situacions, que tenen lloc en ambients històrics i geogràfics més propers, més creïbles. Un exemple d'aquest corrent és el Tirant lo Blanc, escrita pel noble valencià Joanot Martorell.

## L'amor i altres característiques
En les novel·les cavalleresques, l'amor és més humà i natural. Per això quan Tirant, un dels cavallers més famosos d'aquest tipus de novel·les, s'enamora a primera vista de Carmesina, se sent tímid, angoixat i no sap com declarar-se. L'enamorament que senten els cavallers en tot moment surt d'una atracció física i és molt més versemblant que la passió que es desperten en els cors dels protagonistes de les novel·les de cavalleria. De fet, l'enamorament a les novel·les cavalleresques es descriu a través del diàleg que mantenen els personatges, i no de manera poètica, com passa en les altres, i surt d'un joc divertit de seducció i no com un fet tràgic, com és el cas de Tristany i Isolda. Pel que fa a l'espai, les accions tenen lloc en espais exteriors, amplis, amb viatges i certs 
perills; en canvi, en les novel·les de cavalleria l'espai és interior, protegit i segur.

## Diferències entre llibres de cavalleries i novel·les cavalleresques
Al llarg de l'edat mitjana, es van produir múltiples transformacions socials, la noblesa deixa de ser una classe social bàrbara, la mentalitat se centra només en la guerra i la conquesta, per esdevenir una aristocràcia refinada amb ideals com ara l'heroïcitat i l'amor. Aquesta transformació social es va reflectir en l'evolució literària que es va originar en aquest període i que va donar lloc a l'origen de la novel·la. De la tradició narrativa basada en la inspiració artúrica sorgeixen els llibres de cavalleries que van tenir una gran acollida fins al segle xii, i d'ells posteriorment es va evolucionar cap a la novel·la cavalleresca que va sorgir a mitjan segle xv, amb les seves pròpies característiques literàries. Per tant, no podem confondre els llibres de cavalleries amb la novel·la cavalleresca. Aquest article pretén posar de manifest les diferències entre els dos estils, reflectint les particularitats típiques de cada un d'ells.
Dels llibres de cavalleries podem extreure les següents característiques.
Aquests llibres narren les gestes fantàstiques i increïbles d'un cavaller, com a personatge principal, considerat un heroi, l'origen ve d'un naixement èpic i extraordinari, les qualitats d'aquest personatge són inversemblants i fantàstiques, com ara una força sobrenatural, el do de la màgia; és mitificat com un personatge omnipotent i invencible. Els llibres de cavalleries situen la història en llocs llunyans i exòtics, recreant escenaris fantàstics i en un temps no contemporani, sinó en èpoques llunyanes i fins i tot mítiques. En el rerefons de les històries de cavallers apareixen éssers irreals amb els quals ha de lluitar, com ara dracs, serps gegants, bruixes i gegants, dels quals sempre surt victoriós. I en les seves aventures solen aparèixer personatges secundaris, els quals ofereixen la seva ajuda com ara nans, o mags... Resulten llibres molt extensos plens d'aventures fantàstiques, en les quals sempre s'obren nous camins perquè l'heroi surti victoriós de tota gesta. Amadís de Gaula és un referent en aquest tipus de llibres de cavalleries.
De les novel·les cavalleresques podem extreure les següents característiques.
Sorgeixen al segle xv, i tenen com a intenció ser un reflex contemporani dels cavallers d'aquesta època, per tant intenten ser el més versemblant i reals possibles. Els personatges principals recauen sobre cavallers forts i valents, però sense sobrepassar les capacitats normals de l'ésser humà, els quals han de fer gestes de dimensions reals, que qualsevol altre cavaller podria realitzar; per això han de valer-se de la seva intel·ligència, astúcia i valor. Es caracteritzen per ser nobles, lleials, honorables i fidels als seus deures ètics. L'acció se situa sobre llocs reals fàcilment recognoscibles pels lectors o oients, i transcorre en un temps coetani al lector. En el seu intent per voler reflectir la realitat del moment, en aquest tipus de novel·les apareixen personatges, batalles, o gestes reals de l'època. Són referents d'aquest tipus, les novel·les catalanes Tirant lo Blanc i Curial e Güelfa.

## Exemples

### Novel·les cavalleresques
- Tirant lo Blanc, obra de Joanot Martorell que narra els amors i batalles del cavaller protagonista Tirant, que s'inicia participant en competicions cavalleresques a Anglaterra i continua les seves aventures a França i acaba arribant a salvar l'Imperi Romà d'Orient, com a megaduc de l'imperi, enfrontant els turcs otomans i ser cèsar.
- Curial e Güelfa.
- Paris i Viana.